# Meisjeskopje
Meisjeskopje is een schilderij uit 1665-1667 van de Hollandse meester Johannes Vermeer. Het werk is in het bezit van het Metropolitan Museum of Art in New York.

## Beschrijving
Het doek vormt een pendant met Meisje met de parel uit dezelfde periode. Beide schilderijen zijn vrijwel even groot en hebben dezelfde compositie: een omkijkend meisje tegen een donkere achtergrond. Meisjeskopje is geen portret, maar een zogenaamde tronie, een studie van een gelaatsuitdrukking of een opvallend type. Onder anderen Rembrandt en Frans Hals beoefenden dit genre veelvuldig.
Wellicht stond een van Vermeers oudere dochters model voor het doek. Het meisje is geen klassieke schoonheid, maar heeft een breed en tamelijk gewoon gezicht, ook wel als 'maanachtig' omschreven. Het bleke gezicht vormt nauwelijks een contrast met de zijden omslagdoek, waar Vermeer wederom zijn vermogen om lichteffecten op glanzende stoffen te projecteren etaleert. Met haar lieve glimlach en belangstellende ogen roept het meisje een gevoel van interactie bij de kijker op, een effect dat Johannes Vermeer vaak in zijn schilderijen weet te bereiken.

## Eigenaren

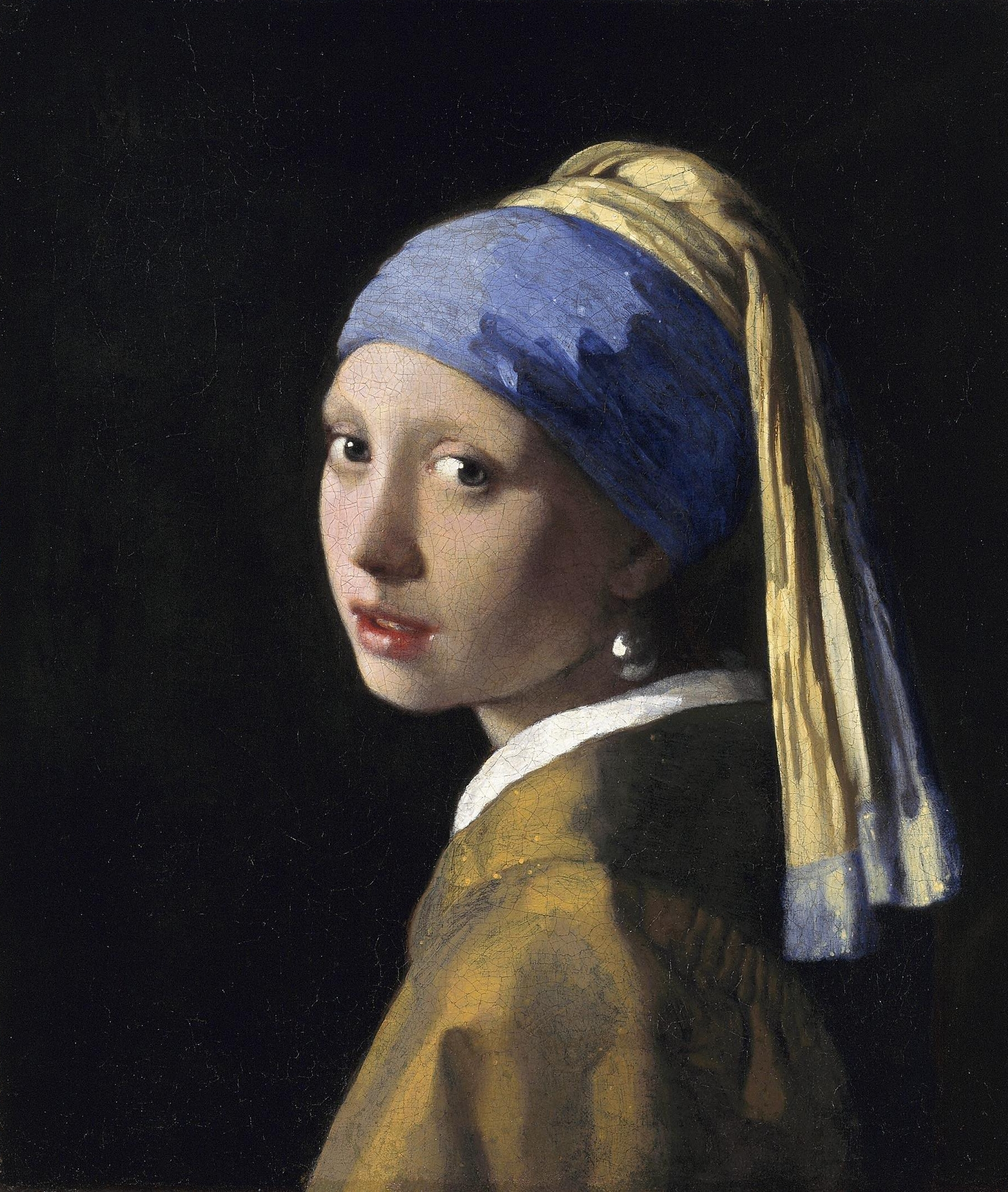
Meisje met de parel

Eerste eigenaar van Meisjeskopje was waarschijnlijk Vermeers mecenas Pieter van Ruijven. Na diens dood in 1674 kwam het schilderij via zijn weduwe en zijn dochter in het bezit van zijn schoonzoon Jacob Dissius. Op 16 mei 1696 werden uit Dissius' nalatenschap 21 schilderijen van Vermeer geveild in Amsterdam, waaronder drie tronies (nr. 38, 39 en 40). In 1816 was het doek in bezit van Jan Luchtmans te Rotterdam. Auguste Marie Raymond, prins van Arenberg, verwierf Meisjeskopje in 1829, waarna het schilderij tot 1955 in het bezit bleef van de familie Arenberg. Het Amerikaanse miljonairsechtpaar Charles en Jayne Wrightsman kocht Meisjeskopje onderhands. In 1979 schonken zij het schilderij aan het Metropolitan Museum of Art, ter nagedachtenis van de Franse schilder Théodore Rousseau.
Diana en haar nimfen · Christus in het huis van Martha en Maria · De koppelaarster · Slapend meisje · Brieflezend meisje bij het venster · Het straatje · De soldaat en het lachende meisje · Het melkmeisje · Het glas wijn · Dame en twee heren · Onderbreking van de muziek · Gezicht op Delft · De muziekles · Brieflezende vrouw in het blauw · Vrouw met weegschaal · Vrouw met waterkan · De luitspeelster · Vrouw met parelsnoer · Schrijvende vrouw in het geel · Meisje met de rode hoed · Meisje met de parel · Het concert · Allegorie op de schilderkunst · Meisjeskopje · Dame en dienstbode · De astronoom · De geograaf · De kantwerkster · De liefdesbrief · De gitaarspeelster · Schrijvende vrouw met dienstbode · Allegorie op het geloof · Staande virginaalspeelster · Zittende virginaalspeelster
Omstreden toeschrijvingen: Sint Praxedis · Zittende vrouw aan het virginaal · Meisje met de fluit